# 韋列夏吉諾
58°04′N 54°39′E / 58.067°N 54.650°E
韋列夏吉諾（俄语：Вереща́гино）是俄羅斯彼爾姆邊疆區西部的一個城市、韋列夏吉諾區行政中心，距彼爾姆124公里。2002年人口22,832人。名字来源于俄罗斯画家瓦西里·韦列夏金。
1898年建立，1942年建市。